# Тюринген (Австрія)
Тюринген (нім. Thüringen) — містечко й громада округу Блуденц в землі Форарльберг, Австрія. Тюринген лежить на висоті 573 м над рівнем моря і займає площу 5,67 км². Громада налічує 2158 мешканців. Густота населення 381/км².  
Округ Блуденц лежить на півдні Форальбергу і межує зі Швейцарією. Місцеве населення, як і мешканці всього Форальбергу, розмовляє алеманським діалектом німецької мови, а тому ближче до швейцарців, ніж до населення більшої частини Австрії, яке розмовляє баварсько-австрійським діалектом. Основною індустрією Форальбергу є спортивний туризм, і кожен населений пункт має розвинуту інфраструктуру: транспорт, готелі тощо.     
|                                   |
| Тюринген на мапі округу та землі. |

Адреса управління громади: Walgaustraße 20, 6712 Thüringen (Vorarlberg). 

## Демографія
Історична динаміка населення міста за даними сайту Statistik Austria

## Відомі люди
Народились
- Норман Дуглас